# Hřib pružný
Hřib pružný (Aureoboletus gentilis (Quél.) Pouzar 1957) je vzácný druh hřibovité houby. Patří k drobným hřibům teplých dubových lesů a hrází. Vyznačuje se růžovobéžovým kloboukem, jasně žlutými rourkami a dužinou neměnící barvu. Chutná nakysle, voní po ovoci. Je zapsán v Červeném seznamu hub ČR jako zranitelný druh, takže by neměl být sbírán pro kuchyňské použití.

## Synonyma
- Aureoboletus gentilis (Quél.) Pouzar[2] 1957
- Aureoboletus cramesinus („Secr.“ ex E.-J. Gilber) Watling[2] 1965
- Boletus cramesinus Secr. 1833
- Boletus elasticus Smotl. 1930[3]
- Boletus gentilis (Quél.) Sacc. 1888
- Boletus granulatus var. tenuipes Cooke 1883
- Boletus Rigelliae Velen. 1922[3]
- Boletus sanguineus subsp. gentilis (Quél.) Quél. 1883
- Boletus sanguineus var. gentilis Quél. 1884
- Boletus tenuipes (Cooke) Massee 1892
- Ixocomus gentilis (Quél.) Quél. 1888
- Pulveroboletus gentilis (Quél.) Singer[1] 1945
- Pulveroboletus cramesinus (Secr. ex Watling) M. M. Moser ex Singer 1966
- Xerocomus cramesinus[4]
- Xerocomus gentilis (Quél.) Sing.[1][5] 1942

- hřib pružný[1]
- hřib Rigellové[6]
- hřib zlatoporý[3]
- hřib žlutoporý
- suchohřib zlatoporý[5]

## Taxonomie
Ve starší literatuře je možné narazit na označení hřib krvavý (Boletus sanguineus), které však bylo této houbě přiřazeno omylem - záměnou s hřibem červeným (Xerocomellus rubellus). Zejména v dílech některých francouzských autorů byl hřib pružný pod názvem Boletus sanguineus uváděný. Velenovský jej nazýval hřib Rigellové (Boletus Rigelliae) podle posluchačky slečny Aloisie Rigellové, která jej sbírala v dubinách u Chlumce nad Cidlinou, odkud jej Velenovskému v září 1917 přinesla k popsání.

## Vzhled

### Makroskopický

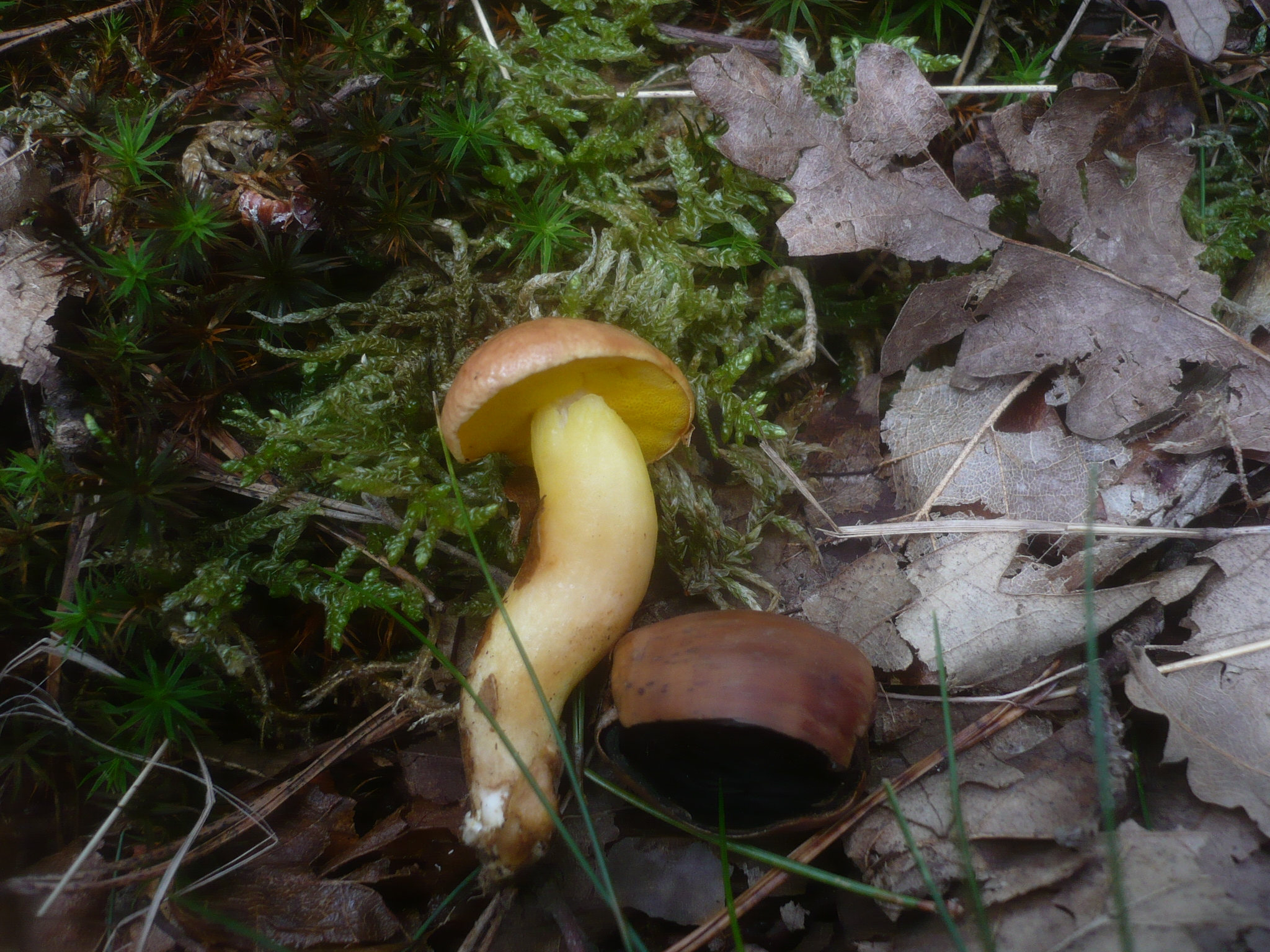
Třeň může být v poměru ke klobouku výrazně prodloužený

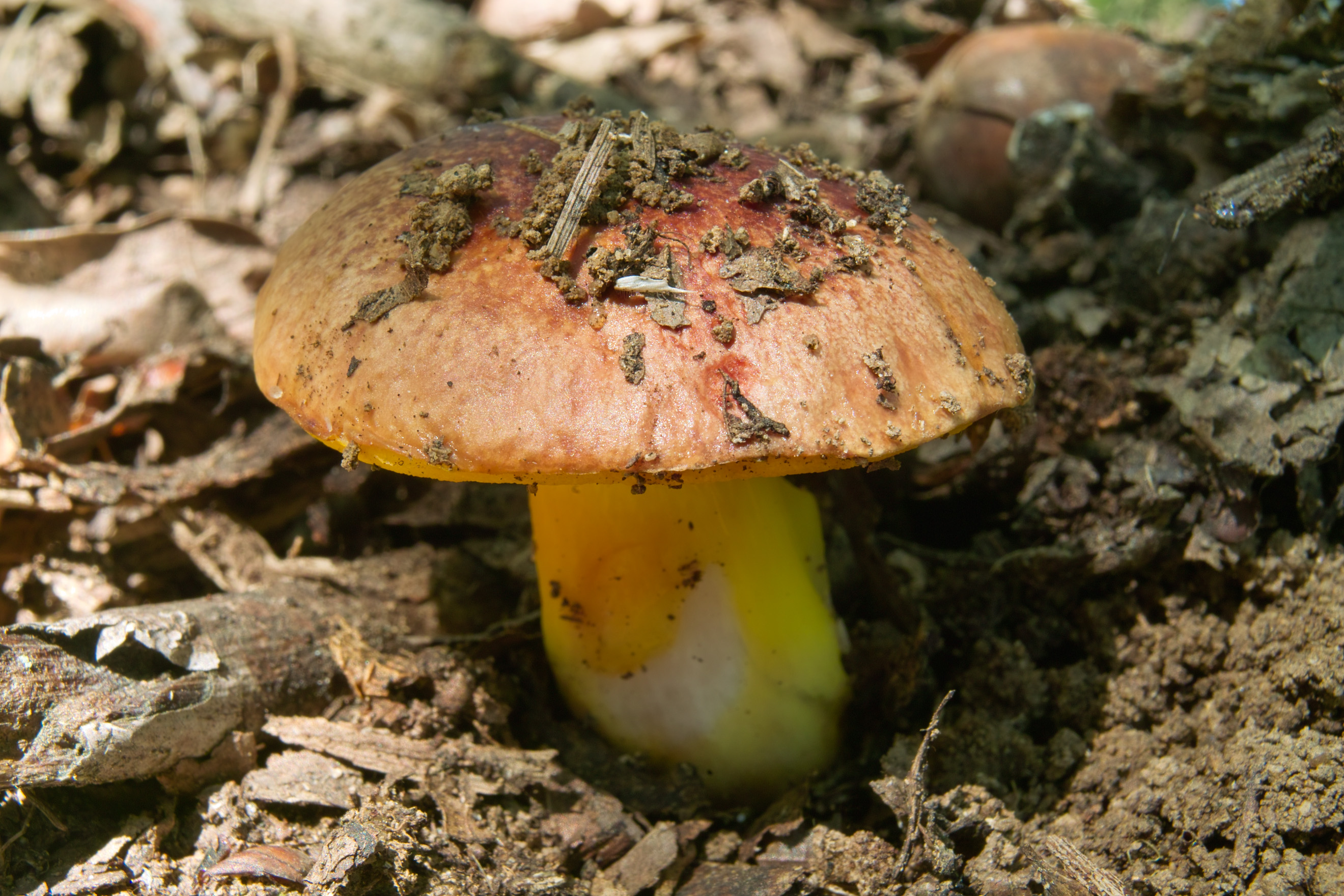
Povrch plodnic bývá obzvlášť za vlhka slizký, lepkavý

Klobouk dosahuje průměru 20-50 (70) milimetrů. Pokožka je světle narůžověle krémová až okrově načervenalá. Povrch bývá charakteristicky žíhaný a obzvlášť za vlhka slizký, za sucha lesklý.
Rourky a póry jsou zářivě žluté, tuto barvu si zachovávají i po usušení.
Třeň je válcovitý, na bázi ztenčený, někdy pokroucený, povrch má zářivě žlutý až zlatožlutý, v dolní polovině nahnědlý.
Dužnina je bílá, pod pokožkou klobouku zarůžovělá a barevně neměnná. Voní houbově, slabě ovocně nebo nevýrazně, chutná nakysle. Názory na jedlost se různí, podle některých pramenů je jedlý, podle jiných není jedlost této houby doložena. Vzhledem k vzácnému výskytu nemá praktický význam a měl by být chráněn.

### Mikroskopický
Výtrusný prach je olivový. Pod mikroskopem mají výtrusy žlutou barvu a dosahují 15 - 17 (20) × 5 - 7 μm. Jsou elipsovitě vřetenovité s tukovými kapkami.

## Výskyt
Vzácný teplomilný druh nižších poloh, který se vyskytuje ve smíšených i listnatých lesích a na hrázích rybníků. Vázaný je na duby, řidčeji na buky. Pilát jej uvádí jako typický druh xerotermních dubohabrových hájů na vápenci, vzácnější výskyt udává v kyselých doubravách, oligotrofních habrových doubravách a druhotných smíšených lesích na nevápenatých půdách. Počet nálezů v posledních letech klesá. Plodnice se objevují od července do poloviny října.

## Rozšíření
Hřib pružný roste v Evropě a Americe. V Evropě je znám z následujících zemí: Andorra, Belgie, Česká republika, Dánsko, Francie, Lucembursko, Maďarsko, Německo, Norsko, ostrov Man, Rakousko, Slovinsko, Spojené království, Španělsko a Švédsko. V Americe byl objeven v těchto zemích: Kolumbie, Kostarika a USA. Dále je rozšířený v severní Africe a v Japonsku.
V rámci chráněných území České republiky byl popsán mimo jiné v lokalitách:
- Český kras[10] (Středočeský kraj)
  - Karlštejn[11] (okres Beroun)
  - Kulivá hora[12] (okres Praha-západ)
  - Radotínské údolí[13]  (okres Praha-západ)
- Chuchelský háj[14] (Praha)
- Jílovka[15] (okres Česká Lípa)
- Luční[16] (okres Tábor)
- Poodří[10] (Moravskoslezský kraj)
- Vrbenské rybníky[17] (okres České Budějovice)
- Třeboňsko[5] (jižní Čechy)
- Žernov[18] (okres Pardubice)

Roku 2008 byl objeven u obce Holany poblíž rybníků u severní hranice CHKO Kokořínsko.

## Záměna
Charakteristicky zářivě žluté rourky a povrch klobouku umožňují snadné odlišení od ostatních druhů. Přesto bývá některými praktickými houbaři zaměňován za klouzky, případně některé babky (rod Xerocomellus).

## Ochrana
Pro svoji vzácnost je zařazen do Červeného seznamu hub České republiky jako zranitelný (VU), takže by neměl být sbírán pro kuchyňské využití. Jeho nálezy je vhodné hlásit nejbližšímu mykologickému pracovišti.